# いぬ会社
『いぬ会社』（いぬがいしゃ）は、福田雄一原案によるオリジナルDVD作品、および福田雄一が監督・脚本を手掛けたショートドラマ。BSフジにて2008年3月14日放送開始。2008年3月26日にDVD「24時間は働けません編」「オフィスラブは骨の味編」2巻同時に発売された。その後漫画コミック、2009年1月にはフィルムコミック「散歩のあとは直帰します」、3月にはニンテンドーDS「いぬ会社DS」が発売された。

## テレビドラマ
BSフジにて2008年3月14日放送開始。本物のイヌが会社員や重役に扮し、俳優やタレントが声を担当する。放送時間は、第1話から第4話まで金曜22:55-23:00、第5話より土曜17:55-18:00。翌週の土曜25:55、日曜16:55より再放送されている。

### キャスト
- 佐藤（パグ）：矢作兼（おぎやはぎ）
- 鈴木（チワワ）：大泉洋（TEAM NACS）
- 課長（ボストン・テリア）：戸次重幸（TEAM NACS）
- 後輩女子社員 受付嬢・白鳥（シーズー）：若槻千夏
- 先輩女子社員 受付嬢・西園寺（プードル）：松永玲子（ナイロン100℃）
- 派遣社員・篠原（ネコ）：小日向しえ
- 社長（ケアーン・テリア）：小木博明（おぎやはぎ）
- 部長（ブルドッグ）：小木博明
- アルバイト ヤンスオン（チャウチャウ）：若槻千夏
- 女子社員・吉村（トイプードル）：小日向しえ
- 山下（セッター）：小木博明

### スタッフ
- 監督・脚本：福田雄一
- 企画・プロデュース：小林智浩/竹内崇剛/マツムラケンゾー
- CG制作：マリンポスト
- 制作・著作：日本出版販売、アミューズソフトエンタテインメント、アミューズ、BSフジ、SEP

## 漫画
イヌが会社員や重役であるいぬ会社の日常を描く漫画。まんがくらぶ（竹書房）にて、2007年12月号から2008年5月号にかけて連載された。単行本の発売に合わせてフラッシュアニメが制作され、2008年5月9日より竹書房の特設サイトで配信を開始した。アニメ制作は映像プロデュースユニットindeproxと礼音。

## 単行本
- いぬ会社コミック（2008年5月、竹書房 バンブーコミックス） ISBN 4812468256
- いぬ会社フィルムコミック「散歩のあとは直帰します」（2009年1月、メディアファクトリー） ISBN 978-4-8401-2642-7

### DVD
- いぬ会社 24時間は働けません編（2008年3月26日）
- いぬ会社 オフィスラブは骨の味編（2008年3月26日）

未放送エピソードやメイキング映像を収録。

## ゲーム
2009年3月26日にサイバーフロント発売のニンテンドーDS用ゲームソフト「いぬ会社DS」が発売された。声優として深田恭子、沢村一樹が起用されている。